# Жегуља (Берковићи)
Жегуља је насељено мјесто у општини Берковићи, у Републици Српској, БиХ. Према попису становништва из 1991. у насељу је живјело 287 становника. До 1981. године званични назив насеља је био „Горњи Поплат“.

## Географија
Жегуља је брдо у Источној Херцеговини. Испод Жегуље се пружа висораван Поплат, што чини југозападни дио општине Берковићи, који се протеже између Љубиња и Стоца, према Неуму.

## Становништво
Према попису становништва из 1991. године, мјесто је имало 287 становника.
| Демографија | Демографија | Демографија |
| Година      | Становника  | Становника  |
| ----------- | ----------- | ----------- |
| 1948.       | 725         |             |
| 1953.       | 680         |             |
| 1961.       | 502         |             |
| 1971.       | 589         |             |
| 1981.       | 365         |             |
| 1991.       | 287         |             |